# 星海爭霸II：自由之翼
《星际争霸II：自由之翼》是暴雪娱乐发行的一款即时战略游戏。是《星际争霸》的续作，2010年7月27日全球同步上市。游戏于目前支援Windows和macOS平台。整个《星际争霸II》由《自由之翼》以及资料片《虫群之心》（Heart of the Swarm）、《虛空之遺》（Legacy of the Void）與《星海爭霸II：諾娃特務密令》（StarCraft II: Nova Covert Ops）组成。
游戏发生在公元26世纪银河系的边缘，分为三个种族：地球人的后裔人类（Terran）、一种进化迅速的生物群体异虫（Zerg），以及一支高度文明并具有心灵力量的远古种族神族（Protoss）。《自由之翼》的剧情集中在人类，《蟲群之心》与《虛空之遺》则分别着重於虫族与神族。游戏中的故事发生在《星际争霸：母巢之战》后的第四年，玩家将跟随着吉姆·雷诺与他的游骑兵一起对抗帝国。

## 遊戲内容
《星海爭霸II》是一款即時戰略遊戲，透過俯瞰的視角模式觀閱整個戰場並對玩家的軍隊下達指令，最終目標就是擊敗戰場上的對手們。遊戲中單人劇情戰役主要是扮演人類的角色來進行故事，但玩家可以在多人對戰模式中選擇《星海爭霸II》中的三個獨特種族：星灵、人类以及异虫。
每個種族都擁有獨特的單位；這些單位都在戰場上各自扮演著自己特定的角色。配合不同的單位來組成一支多元化的軍隊將帶領走上勝利之路。
在玩家指揮下最基本的單位便是工作單位，scv、探机、工蜂。它們將採集用來擴展玩家的基地、發展單位和部隊所需的資源，同時它們也可用來建造建築。更進階的單位將於玩家的基地滿足特地需求后開放，例如建造某個建築或研發某種科技。
在多人對戰中，透過殲滅敵人所有的建築或對方先行投降來取得勝利。

### 多人游戏
《星际争霸II》取消了传统的局域网方式，要对战的话只能登入暴雪官方的BattleNet 2.0，也就是说只有正版用户才能享受线上对战服务。想要玩《星海爭霸II》，玩家必須先注册一个暴雪Battle.net 帳號并在此账号上建立一個《星海爭霸II》角色。此角色将記錄玩家的所有成就、排名和其他遊戲相關資料。战网上有兩種基本多人對戰模式，排名賽與非排名賽。
- 排名賽：排名賽會透過Battle.net自動對戰配對系統安排實力相當的對手與玩家對戰。當進行這些戰鬥時，玩家的努力將可為自己爭取《星海爭霸II》天梯競賽的排名。贏得對戰勝利將能夠提升玩家的排名，並於天梯排行榜上晉升，戰敗則恰好相反。排名賽是種快節奏、有趣和公平的競爭遊戲。在Battle.net中頭200名玩家的ID將會在這裡顯示，好讓玩家之間能夠保持競爭，爭奪在星際中“霸主”的地位。

- 戰階：戰網排名賽的等級，由高而低依序為：宗師、大師、鑽石、白金、黃金、白銀、青銅，其中宗師組每個伺服器限制200名，而且只有一對一的排名有宗師級，其餘多對多的聯賽排名各自分開，一開始玩家要進行幾場"預選賽"來決定戰階。

- 非排名賽：非排名賽將不會影響玩家的天梯排名，但它提供了更多不同的遊戲選擇。玩家將可以創建或加入玩家自訂的各種戰鬥設定、體驗自製地圖、選擇 A.I. 對手和更多。非排名賽可以和排名賽一樣具有挑戰性，但玩家卻不用擔心戰績會影響他们的排名。

### 编辑器
星际争霸II的编辑器能够自定游戏的战役、地图，也可以制作游戏模组。它比《魔兽争霸3》的编辑器更复杂，这是暴雪第一次在编辑器中内置mod编辑的功能。
暴雪宣称，编辑器能够像魔兽争霸3那样创建英雄单位进行RPG模式。在Blizzcon 2009上，暴雪展示了新编辑器的能力，比如它能够通过改变用户界面将魔兽争霸3的物品系统加入游戏中，还能用第三人称视角进行游戏。
暴雪还改变了自定地图的发行方式。以前的地图存储在本地文件中，而现在用户只能使用Battle.net上那些发布了的地图。在Battle.net上，地图/mod被限制为5个文件最多共20MB的大小，每个文件不能超过10MB。虽然现在的编辑器能自定更多的游戏内容，但Battle.net的限制却可能减少地图的数量。除非能有一个第三方的地图发布工具。

## 種族

### 神族
以宗教為政治核心的種族，人數不多，使用高科技在宇宙間建立自己的殖民地，曾經被薩爾納加（X'el Naga）——一個擁有如上帝造物能力的種族統治，之後神族驅逐薩爾那加人，並陷入內戰（永世之戰）。最後整合了宗教，創造出了卡拉聖典，並將绝大多数神族的心靈連接起來。那些不願臣服於卡拉聖典的神族遭到流放，稱為黑暗聖堂武士。蟲族的主宰（the Overmind），以蟲海戰術和永無止盡的攻擊，摧毀神族的主星艾爾（Aiur）。最後神族的執行官塔薩達以同归于尽的方式，殺死主宰，虽然主宰死了，但在艾爾上的蟲族還是非常多。被擊敗的神族，不得不與被其驅逐千年之久的黑暗聖堂武士合流，以收復他們所失去的母星。

### 人类
未来世界中，人类成立了一个统一的组织——地球联合理事会以管理全人类的事务。地球聯合理事會挑選了大量的刑事犯、政治犯以及幽能基因變種者组成地球移民遠征軍，以冬眠的形式下，分別搭乘四艘移民船艦前往外太空，尋找適合居住的星球，原本預定一年航程，卻在命運的作弄下持續航行，數年後四艘移民船裡其中一艘因引擎融毀而墜毀，其餘三艘分別降落在莫瑞亞、塔桑尼斯以及尤摩扬三顆行星，並逐漸建立了繁榮的殖民地，而这些地球人的远房亲戚们又被称作“泰伦”。经过数次工会战争，塔桑尼斯最终取得了各個殖民地的主导权，并組建成一個獨裁專制的政府——泰倫聯邦。西元2499之後，阿克圖洛斯·蒙斯克領導的組織克哈之子推翻泰倫聯邦創立泰倫自治聯盟，然而後来的事實證明這只是一個比前任更加獨裁與腐敗的政權。

### 蟲族
當蟲族第一次抵達克普魯星區時，主宰是所有蟲族的感知中樞，對主宰的絕對服從形成了蟲族一貫的社會格局。主宰通過一種階級式的感知傳輸來控制著每一隻蟲的行為。而這個階級的頂層則由腦蟲組成，每隻腦蟲授命直接掌管某一大片蟲群。腦蟲的指令則由王蟲輪流負責傳達，以此來直接控制和指揮那些漫天蓋地的蟲族單位。儘管主宰的首要目標是吸收和同化神族這種高等生物，但它卻在人類身上發現了尚未被利用的潛能。在俘虜了擁有強大幽能的人類戰士莎拉‧凱莉根之後，主宰把她異化成了一個絕無僅有的新生物：刀鋒女皇。但主宰在入侵艾爾行星時被神族摧毀，刀鋒女皇則威脅黑暗教長——澤拉圖消滅了殘存的腦蟲。從那以後，她便開始了對蟲族的全面統治。並且在刀鋒女皇的帶領下，蟲族變得將近無敵狀態，統治了克普魯星區。

## 故事情节

### 《自由之翼》主线情节
《星际争霸II：自由之翼》的故事发生在《星际争霸：母巢之战》后的第四年。
吉姆·雷诺所领导的革命军一直在为推翻蒙斯克的帝国而进行一次次战斗；然而一个昔日的伙伴——泰凯斯·芬利突然来访并且打乱了他的生活。泰凯斯·芬利曾经与吉姆有过合作，不过在一次行动中泰凯斯被帝国逮捕，吉姆·雷诺却趁机逃走了；重逢时，穿著巨大鎧甲的泰凯斯告诉吉姆他是因为在“被转移到新福尔松的途中赤手空拳干掉了好几个的守卫”才逃了出来；并且提议和吉姆一起去抢夺星灵的神器碎片，因为一个叫做莫比斯基金会的研究机构里面有些“书呆子”愿意出大价钱购买，而他一向是“科学的守护神”。
吉姆相信昔日的伙伴，二人经过多次战斗，陆续从星灵的守护者塔达林手中夺取了多个神器的碎片；在抢夺神器的过程中，刀锋女王凯瑞甘率领异虫卷土重来，她也在寻找这些神器，不过每次都被机警的吉姆抢先得手；战斗期间，吉姆的星灵好友暗影圣堂武士泽拉图突然出现并且留下了一块记忆水晶，从水晶的记忆中雷诺看到了泽拉图解读萨尔那加神殿中的预言后所看到的未来景象，按照预言的描述，创造他们的萨尔那加人将会归来消灭他们；一股堕落的黑暗力量制造出一个新的种族——异虫与星灵的混合体。在未来的景象中堕落者消灭了人类；在人类的勢力杀死凯瑞甘之後奴隶了异虫；在堕落者的影响之下整个银河燃烧殆尽，并且星灵也将作为最后的抵抗力量而全军覆没；最后泽拉图告诉雷诺刀锋女王凯瑞甘不能死亡，因为凯瑞甘或许可以带领异虫战胜被奴隶的命运，从而成为解救整个银河的希望。
随着最后一块神器碎片即将到手，雷诺发现泰凯斯背后的买家——莫比斯基金会的实际拥有者是蒙斯克的儿子瓦伦里安，瓦伦里安为了证明自己是个合格的皇位继承人而准备了一个周密的计划：如果所有神器碎片重新组装成神器的话，将拥有对异虫的毁灭性力量，而这种力量将可以将凯瑞甘重新恢复成人类；瓦伦里安想以此打败刀锋女王。
尽管遭到战友的反对，雷诺还是说服了他们；并且选择了继续与瓦伦里安合作，最终运用神器的力量击溃了异虫的进攻；当雷诺找到幾乎回復為人型且奄奄一息的凯瑞甘时，泰克斯终于显露出他那不为人知的另一面；他找到雷诺的真正原因是因为“和魔鬼（蒙斯克）做了一笔交易”，交易的內容則是接近雷諾並藉機杀死凯瑞甘，他才能获得真正的自由：他身上穿著的巨大鎧甲實際上是蒙斯克用來監視他的移動監獄，若他抗命，則蒙斯克可以透過這個鎧甲直接殺了他。
雷诺最终阻止了泰凯斯行凶并将其击毙，从而成功解救了刀锋女王，《星际争霸II》三部曲之第一部《自由之翼》由此结束。

### 故事花絮
雷诺的旗舰是“海伯利昂(中国大陆翻译为“休伯利安”)号，舰长麥特·霍纳是与雷诺并肩作战的战友。马特曾经去过一个海盗聚集的地方——亡者之港，他在那里曾经和佣兵赢得过一场牌局；然而令他始料未及的是胜利者获得的赌注居然是一个新娘，这个新娘就是游戏中出现的角色：米拉·韓(中国大陆翻译为“米拉·汉”)。
海伯利昂号是整个游戏中火力最猛，服役最久的英雄級战略巡洋舰，然而在剧情战役中只是在过场动画时做了一次表演，玩家如果要想真实操控要通过对地图或模组进行少量修改来实现，也可以在合作模式中使用雷诺的指挥官技能召唤。
泰伦金刚是整个游戏中个头最大的单位，在游戏内置小游戏《失落的维京》中作为Boss出现，身体由多个人类的建筑组装而成，不过玩家对地图或模组稍作修改就可以进行真实的操控。
幽魂托什与人类科学家女博士汉森也有参与支线情节，根据玩家的选择二者拥有截然不同的结局：
- 汉森：如果玩家最终选择拯救海文星，则汉森最终找到一个可以容身的殖民星球并且爱上吉姆·雷诺；反之汉森则因研究解药失败被感染，变异为异虫，被吉姆·雷诺击毙于海伯利昂号的实验室。
- 托什：如果玩家最终选择与诺娃合作，则玩家需要帮助诺娃摧毁托什的老巢，失败的托什利用巫术诅咒泰克斯但被诺娃刺杀，诺娃在任务结束后帮助玩家训练新单位幽灵；反之如果玩家与托什合作，则吉姆·雷诺攻破新福尔松监狱释放了托许的手下，并因此获得托什的帮助可以训练幽魂；此时如果汉森博士的情节尚未结束的话，与她交谈可以得知诺娃之前试图欺骗吉姆·雷诺。

故事中人物的心理更加复杂。雷诺曾一度怀疑托什是否要背叛自己，为解救刀锋女王，雷诺与帝国的个别将领和瓦伦里安·蒙斯克王子合作，但帝国一直是雷诺欲推翻的对象。虽然泰凯斯曾为雷诺的好友，但雷诺感到与前者已无共同语言，因此只对自己更加信任的舰长霍纳吐露心声。
电视频道“UNN”被游戏设计者制作成一个以滑稽方式进行新闻封锁的帝国喉舌媒体，许多情节都极具諷刺。最后，UNN的男主持人沃米利安在雷诺的反抗军攻入查尔地表后發瘋，并且自己入住了克哈星上的精神病院，其主播职位由比较有正义感的记者凯特·洛克韦尔取代。

## 评价
与原作类似，星际争霸II在游戏内容方面广受赞誉，特别是其新特性和游戏叙事模式。但是批评的观点认为星际2去除了原作中一些相当优秀的内容，比如缺乏局域网对战以及限制玩家游戏区域等等。并且《星际争霸II》60美元的高昂售价，以及对于硬件配置的高要求，也造成了许多玩家的不满。而且暴雪为了平衡性，持续减少单位功能，导致调整后的某种族过于强势或弱势，使游戏品質下降，目前在各大玩家群体都引起了论战。
- 本作的單人戰役內容非常豐富而有趣，玩家可以使用資金來購買各兵種的升級項目，甚至購買比普通單位更強的“傭兵”，並且在任務中可以獲得神族和蟲族的研發點數，能在實驗室中開發出新的科技能力，能夠自由選擇戰役進行的順序（優先前往哪顆星球）等等，都使得本作戰役的可玩性提高並廣受讚譽。

2010年8月3日，暴雪宣布《星际争霸II》发布的第一天就售出了100万份，两天之后又售出了50万份。因此，它也是世界上销售最快的策略类游戏。在第一个月的销售中，星际争霸2在全球共售出300万份拷贝。

## 开发
游戏的开发在2003年《魔兽争霸III：冰封王座》出版后就开始了。
2007年5月19日在韩国首尔开幕的暴雪全球邀请會（2007 Blizzard Worldwide Invitational）上暴雪总裁在會中宣布該公司的新作品《星际争霸II》。《星际争霸II》在随后的表演赛中被首次公开展示。
2009年4月底，《星際爭霸II》已經展開內部封閉測試。
2010年2月18日，暴雪开始了《星际争霸II》的Beta测试。東亚地区在7月27日全球同步上市后还将有一个公開測試环节，玩家可以在一段时间内免费游玩全部《星际争霸II》内容。
星际争霸II的设计负责人是达斯丁·布劳德（Dustin Browder），他是资深的即时战略游戏设计师，2005年3月加入暴雪。他曾是《魔戒：中土战争》的设计负责人，早前参与《红色警戒2》和《命令与征服：将军》等游戏的开发。
《星际争霸II：自由之翼》将使用DirectX 9与像素着色引擎2.0（Pixel Shader 2.0）规格，与DirectX 10完全兼容，但是最終不使用DirectX 10特效。Mac OS X的程序将使用OpenGL规格。游戏将利用Havok的物理引擎来让“物体的碎片滑下斜坡”，可以增进三维繪圖效率。另外，他们还计划在游戏中增加VoIP语音电话。
《星际争霸II：自由之翼》在2010年9月23日的1.1.0更新後，遊戲平衡性有了新的調整及也進入了3D遊戲的年代，并新增支援NVIDIA 3D Vision技術。

### 与原《星际争霸》的不同

星際爭霸II的螢幕截圖。

与原作《星际争霸》相比，新的游戏更注重多人游戏的开发。暴雪在Battle.net上做了很多关键性的改进，它改变了玩家排名的机制（“天梯”系统），开发出一套更容易找到相同水準玩家进行对战的搜寻系统。游戏的录像系统也得到提高。
星际争霸II游戏中的一部分过场动画是用游戏中的引擎进行渲染的。暴雪宣称使用新的引擎能使游戏中的过场动画达到“接近电影般的效果”。
星际争霸II有更为丰富而真实的音效设定，加入了共13種不同語言的配音和文字系統，當中包括在中國发行的簡體中文版本与在台湾发行的繁體中文版本也完全使用了普通話/國語中文游戏配音，及後於蟲族之心的更新檔可以自由選擇語言。

## 發行歷程
- 2011年2月，该游戏通过了中华人民共和国文化部的审核，3月29日公测，4月6日正式运营。大陆版本屏蔽、删改了一些被认为暴力血腥的内容及剧本词汇（關閉人類單位的死亡特效、減少單位流血量等）。
- 2017年11月的暴雪嘉年华上，暴雪CEO、联合创始人迈克·莫汉宣布，《星际争霸II》（限自由之翼）转为免费游戏，进一步扩大免费用户可体验到的功能[34][35]。
- 2020年10月16日，暴雪宣布，将停止为《星际争霸II》制作例如指挥官或是战争宝箱这样的额外付费内容，但会继续为这款游戏提供赛季更新并进行必要的平衡性调整[36]。

## 電子競技
從發行開始，星际争霸II就快速成為了電競的主要比賽項目之一，包括了韓國GSL、OSL、SPL、WCG，歐美MLG、IPL、Dreamhack，台灣TESL、ASL，中國大陸NSL，以及暴雪自己舉辦的BWC、Blizzcon等等眾多賽事都使用了星际争霸II做為比賽項目，也因此帶動全球即時戰略遊戲與電子競技的發展。